# بطة البحيرة
بطة البحيرة أو بطة زرقاء المنقار أرجنتنية أو بطة البحيرة الأرجنتنية بطة أرجنتنية محمرة (الاسم العلمي Oxyura vittata)، طائر من البطة صلبة الذيل وفصيلة البطية. موطنها جنوب أمريكا، تعيش في وسط التشيلي والأرجنتين وجنوب الأوروغواي.